# Kraľovany (stacja kolejowa)
Kraľovany (słow. Železničná stanica Kraľovany) – stacja kolejowa w miejscowości Kraľovany, w kraju żylińskim, na Słowacji.
Położona jest na linii Żylina – Koszyce i została otwarta 8 grudnia 1871 roku wraz z odcinkiem z Żyliny do Popradu. Kralowany są stacją węzłową z linią na Orawę, która od 1904 roku prowadziła do granicy w miejscowości Sucha Góra, gdzie łączyła się z polską siecią kolejową. Obecnie wszystkie pociągi kursujące tą linią kończą swój bieg w miejscowości Trstená.

## Linie kolejowe
- 180 Żylina – Koszyce
- 181 Kraľovany – Trstená